# Albatros C.XII
L'Albatros C.XII est un avion biplan biplace de reconnaissance de la Première Guerre mondiale.
Cette machine qui succéda à l'Albatros C.X sur les chaînes durant l’été 1917 se distinguait des biplaces de type C précédemment construits par Albatros par une section de fuselage elliptique similaire à celle des chasseurs .III ou D.V et un empennage vertical de plus petite taille. Mais la voilure était celle du C.X et malgré ses améliorations aérodynamiques, le C.XII n'offrait pas de meilleures performances.
Arrivé au front début 1918, le C.XII restera en service jusqu'à l’armistice du 11 novembre 1918.